# Гильтебрандт, Пётр Андреевич
Пётр Андреевич Гильтебрандт (1840—1905) — русский православный литератор и историк, археограф, палеограф и фольклорист. Действительный статский советник.

## Научная биография
Родился 26 апреля (8 мая) 1840 года в селе Перья Касимовского уезда Рязанской губернии. Его дед, Иван Андреевич Гильтебрандт (1773—1822) — «из штаб-офицерских детей» — в 1799 году был выпущен из Московского генерального госпиталя младшим лекарем и скончался в чине коллежского асессора. у него было три сына, двое старших, Андрей (1803—?) и Аполлон (1816—?) также были врачами. Андрей Иванович Гильтебрандт до 1836 года был уездным врачом в Шуе. В первом браке с Елизаветой Ивановной Киселёвой у него родились двое детей, Николай и Мария; во втором браке с Александрой Ивановной Лазаревой он имел пятерых сыновей: Петра, Андрея, Ивана, Фёдора и Александра.  
После окончания 1-й Московской гимназии в 1861—1862 годах слушал в Московском университете лекции на историко-филологическом факультете.
Начал службу помощник архивариуса «Центрального архива древних актовых книг губерний Виленской, Ковенской, Гродненской и Минской» 13 марта 1865 года, получив 1 января 1898 года чин действительного статского советника; с 1871 года был членом Археографической комиссии и с 1893 по 1903 год — правителем дел комиссии. В 1884—1903 годах был справщиком Санкт-Петербургской синодальной типографии. С 19 октября 1897 года состоял чиновником особых поручений при министре народного просвещения.
Работал в еженедельной газете «День» И. С. Аксакова, а также — в газете «Голос» А. А. Краевского. Сотрудничал с А. А. Хованским, редактором-издателем «Филологических записок»; Гильтебрандту принадлежит идея создания «Славянского вестника».
В 1866 году издал в Вильне «Сборник памятников народного творчества в Северо-Западном крае». Гильтебрандту удалось обнаружить «Туровское Евангелие», которое он и напечатал со своими объяснениями (Вильна, 1869). Там же, в 1871 году, составил опись Виленской публичной библиотеки под заглавием: «Рукописное отделение Виленской публичной библиотеки. Вып. I. Церковнославянские рукописи. Вып. II. Русские пергаменты».
Вместе с Н. И. Костомаровым редактировал «Труды этнографическо-статистической экспедиции в Западнорусский край, снаряжённой Императорским Русским Географическим обществом» (т. I, «Верования и суеверия»; т. II, «Малорусские сказки»; т. VI, «Народные юридические обычаи по решениям волосных судов», и т. VII, «Поляки. Евреи. Племена немалорусского происхождения. Малоруссы. Статистика, сельский быт и язык»).
В 1870 году написал биографию белорусского повстанца В. М. Вощило.
В "Известиях ИРГО за 1878 год Гильтебрандт поместил статьи «Руды Волынской губернии», «Село Баглачёво, его происхождение и обычаи», «Материалы для истории географической науки», «О происхождении некоторых урочищных имён» и другие статьи.
В издаваемой Археографической комиссией «Русской Исторической Библиотеке» напечатал три книги «Памятников полемической литературы в Западной Руси» — ценный вклад в литературу истории русской церкви и в русской палеографии. Под редакцией П. А. Гильтебрандта в XX томе издания были опубликованы первые три книги судных дел Литовской метрики.
Умер 29 ноября (12 декабря) 1905 года. Похоронен на Никольском кладбище Александро-Невской лавры.

### Статьи
- Мысли о народной психологии // Филологические записки. — Воронеж, 1864.

### Словари
- Справочный и объяснительный словарь к Новому Завету. — СПб., 1882—1885. — в 6 кн.;
- Справочный и объяснительный словарь к Псалтыри. — СПб., 1898.

В словари вошли истолкования значений слов, встречавшихся в Новом Завете (по славянскому тексту синодального издания 1862 г.) и в Псалтыри, а также даны их греко-латинские переводы, примеры их употребления и параллельные места в Евангелиях и других текстах. Также даны справки по поводу имен собственных. Словари представляют собой род так называемой «Симфонии», то есть согласования различных мест и терминов в Св. Писании. В составлении словарей, помимо основного автора-составителя, принимали участие выдающиеся ученые: И. И. Срезневский, А. Ф. Бычков, П. И. Савваитов, К. Н. Бестужев-Рюмин и др.

## Награды
- орден Св. Станислава 2-й ст. (1884)
- орден Св. Анны 2-й ст. (1888)
- орден Св. Владимира 3-й ст. (1896)
- орден Св. Станислава 1-й ст. (1901)